# Palmarès dell'Espérance Sportive de Tunis
L'Espérance Sportive de Tunis (in arabo الترجي الرياضي التونسي), nota anche come Espérance Tunisi o semplicemente Espérance, è una società polisportiva tunisina con sede nella capitale Tunisi, conosciuta principalmente per la sua sezione calcistica
La sezione calcistica dell'Espérance Sportive de Tunis è la squadra tunisina più titolata, potendo vantare la vittoria di 34 campionati tunisini, 16 Coppe di Tunisia, 4 CAF Champions League, una Coppa delle Coppe CAF, una Supercoppa CAF, una Coppa CAF, una Champions League araba, una Coppa dei Campioni afro-asiatica e una Supercoppa araba.

## Competizioni nazionali
- Campionato tunisino: 34  (record)

1941-1942, 1958-1959, 1959-1960, 1969-1970, 1974-1975, 1975-1976, 1981-1982, 1984-1985, 1987-1988, 1988-1989, 1990-1991, 1992-1993, 1993-1994, 1997-1998, 1998-1999, 1999-2000, 2000-2001, 2001-2002, 2002-2003, 2003-2004, 2005-2006, 2008-2009, 2009-2010, 2010-2011, 2011-2012, 2013-2014, 2016-2017, 2017-2018, 2018-2019, 2019-2020, 2020-2021, 2021-2022, 2023-2024, 2024-2025
- Coppa di Tunisia: 16  (record)

1938-1939, 1956-1957, 1963-1964, 1978-1979, 1979-1980, 1985-1986, 1988-1989, 1990-1991, 1996-1997, 1998-1999, 2005-2006, 2006-2007, 2007-2008, 2010-2011, 2015-2016, 2024-2025
- Supercoppa di Tunisia: 5

1993, 2001, 2019, 2021, 2022

## Competizioni internazionali
- CAF Champions League: 4

1994, 2011, 2018, 2018-2019
- Coppa delle Coppe d'Africa: 1

1998
- Supercoppa CAF: 1

1995
- Coppa CAF: 1

1997
- Champions League araba: 3  (record)

1993, 2009, 2017
- Coppa dei Campioni afro-asiatica: 1

1995
- Coppa UNAf (Union Nord Africain): 1

2009
- Supercoppa araba: 1

1996

## Altri piazzamenti
- Campionato tunisino:

Secondo posto: 1956-1957, 1994-1995, 1996-1997, 2012-2013, 2015-2016, 2022-2023
Terzo posto: 1982-1983, 1991-1992, 1995-1996, 2006-2007, 2007-2008, 2014-2015
- Coppa di Tunisia:

Finalista: 1959, 1969, 1971, 1976, 2004, 2005, 2019-2020, 2022-2023
Semifinalista: 2016-2017
- Supercoppa di Tunisia:

Finalista: 1970, 1979, 1985, 1986
- CAF Champions League:

Finalista: 1999, 2000, 2010, 2012
Semifinalista: 2001, 2003, 2004, 2013, 2020-2021, 2022-2023
- Coppa delle Coppe CAF:

Finalista: 1987
- Supercoppa CAF:

Finalista: 1999, 2012, 2019, 2020
- African Football League:

Semifinalista: 2023
- Champions League araba:

Finalista: 1986, 1995
- Coppa dei Campioni del Maghreb:

Finalista: 1971